# Tholey (Ort)
Tholey ist der namensgebende Ortsteil der Gemeinde Tholey im nördlichen Saarland. Die Römer errichteten in Tholey, das an der Kreuzung zweier Römerstraßen lag, eine Siedlung und später eine Höhenfestung auf dem Schaumberg. Im 7. Jahrhundert wurde die heutige Abtei Tholey gegründet, die als ältestes Kloster im deutschsprachigen Raum gilt.
Für die umliegenden Ortschaften ist Tholey mit seiner Gemeindeverwaltung, Bankfilialen und mehreren Einkaufsmärkten ein lokales Zentrum.

## Geographie

### Lage
Der Ort Tholey liegt im nordöstlichen Saarland, direkt am Südhang des Schaumbergs, der mit 568 m die höchste Stelle des Ortsgebietes bildet. Die Gegend gehört zum Naturpark Saar-Hunsrück.
Die angrenzenden Orte sind (von Norden im UZS): Theley, Oberthal, Alsweiler, Marpingen, Sotzweiler, Bergweiler.

### Geologie
Der nördliche Teil des Tholeyer Gebietes, der Schaumberg, ist in der Mitte des Perms aus aufsteigendem Magma entstanden, das nicht bis an die Erdoberfläche gelangte (Intrusivgestein). Das Gestein liegt heute, bedingt durch Erosion, frei und wird als Tholeyit (tholeiitischer Basalt) bezeichnet. Südlich angrenzend an den Berg findet sich das Sedimentgestein der Lebacher Schichten, die zu den Rotliegenden gehören.

### Klima
Durch seine Höhenlage liegt die Jahresmitteltemperatur mit 8,6 °C leicht unter den tiefer gelegenen Orten der Umgebung. Während Tholey durch den Schaumberg gegen Nordwinde geschützt ist, können die vorherrschenden West- und Ostwinde den hochgelegenen Ort ungehindert erreichen. In Verbindung mit der geringen Luftverschmutzung durch Industrie und Verkehr führt dies zu einer sehr guten Luftqualität. Entsprechend trägt Tholey die Auszeichnung Luftkurort.
In Tholey gibt es eine vollautomatische Wetterstation des Deutschen Wetterdienstes.

## Geschichte

### Vor- und Frühgeschichte
Vereinzelte Funde belegen die Besiedlung der Region seit der Kupfersteinzeit. In der Hallstattzeit (750 bis 480 v. Chr.) revolutionierte die Eisenherstellung die Gesellschaft. Die Schaumberg-Region lag damals in der Randzone eines eigenen Kulturraumes, der sogenannten Hunsrück-Eifel-Kultur. Das natürliche Vorkommen von Eisenerzen hat zu einem bis in die Latènezeit (480 bis 30 v. Chr.) anhaltenden außergewöhnlichen Wohlstand geführt, was durch reiche Grabbeigaben in den Hügelgräbern der Umgebung belegt ist. Es wird vermutet, dass auf dem Schaumberg bereits zu dieser Zeit eine Fliehburg stand.

### Römerzeit

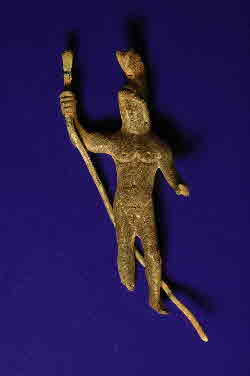
Bronze-Statuette des römischen Kriegsgottes Mars aus der Ausgrabung "Vicus Wareswald"

Kennzeichnend für die Herrschaft der Römer – gallo-römische Epoche (30 v. Chr. bis 450 n. Chr.) – war zunächst eine lange Friedenszeit vom 1. bis ins 3. Jahrhundert n. Chr., in der die Region aufblühte. Östlich der heutigen Ortslage von Tholey, im Grenzbereich zu den Orten Oberthal und Alsweiler, kreuzten sich zwei wichtige überregionale Römerstraßen. Sie verbanden einerseits Metz mit Mainz und andererseits Straßburg mit Trier. Hier entstand ein kleinstädtischer Marktflecken (Vicus Wareswald). Eine 2001 begonnene archäologische Grabung hat dort die Grundmauern von Handwerkerhäusern, eines Pfeilergrabmals und einer Tempelanlage aufgedeckt.
In der Ortslage von Tholey befand sich in der römischen Epoche ein ausgedehnter Gebäudekomplex mit Badeanlage, bei dem es sich wahrscheinlich um ein getrennt von der Hauptsiedlung Wareswald gelegenes Landgut (lat. "villa rustica") gehandelt hat. Teile der Grundmauern wurden bei verschiedenen Grabungen im Bereich der Abteikirche und deren Umgebung freigelegt. Ein kleiner Tempelbezirk befand sich in der westlich davon gelegenen Flur Schweichhausen.
Auf dem Schaumberg war zu dieser Zeit der östliche, etwas höher als das übrige Plateau gelegene Bereich mit einer Ringmauer eingefasst. Ein Einzelfund deutet auf eine Nutzung dieses Bergbereiches als Höhenheiligtum hin.
Gebäudereste und Kleinfunde spiegeln einen beachtlichen Wohlstand der Bewohner wider. Die große Zahl von erhaltenen Inschriften lässt auf eine gebildete Bevölkerungsschicht und eine kulturelle Blüte schließen. Einige der Architekturfragmente, Keramiken, Bronzen und Inschriften werden heute im Museum Theulegium ausgestellt. Nachdem ein fortschreitender Wohlstand bis in das 3. Jh. feststellbar ist, führten Germaneneinfälle im 3. und 4. Jh. zunehmend zu einem wirtschaftlichen Verfall. Immer mehr Höfe und Siedlungen wurden aufgegeben, darunter auch der Vicus Wareswald.
Auf dem Schaumberg wurden die vorhandenen Gebäude verstärkt und die Ringmauer um das gesamte Plateau erweitert. Unter dem Schutz dieser spätrömischen Höhenfestung verlagerte sich die Siedlungstätigkeit in die unterhalb gelegene heutige Ortslage von Tholey.

### Vom Frankenreich bis ins Mittelalter

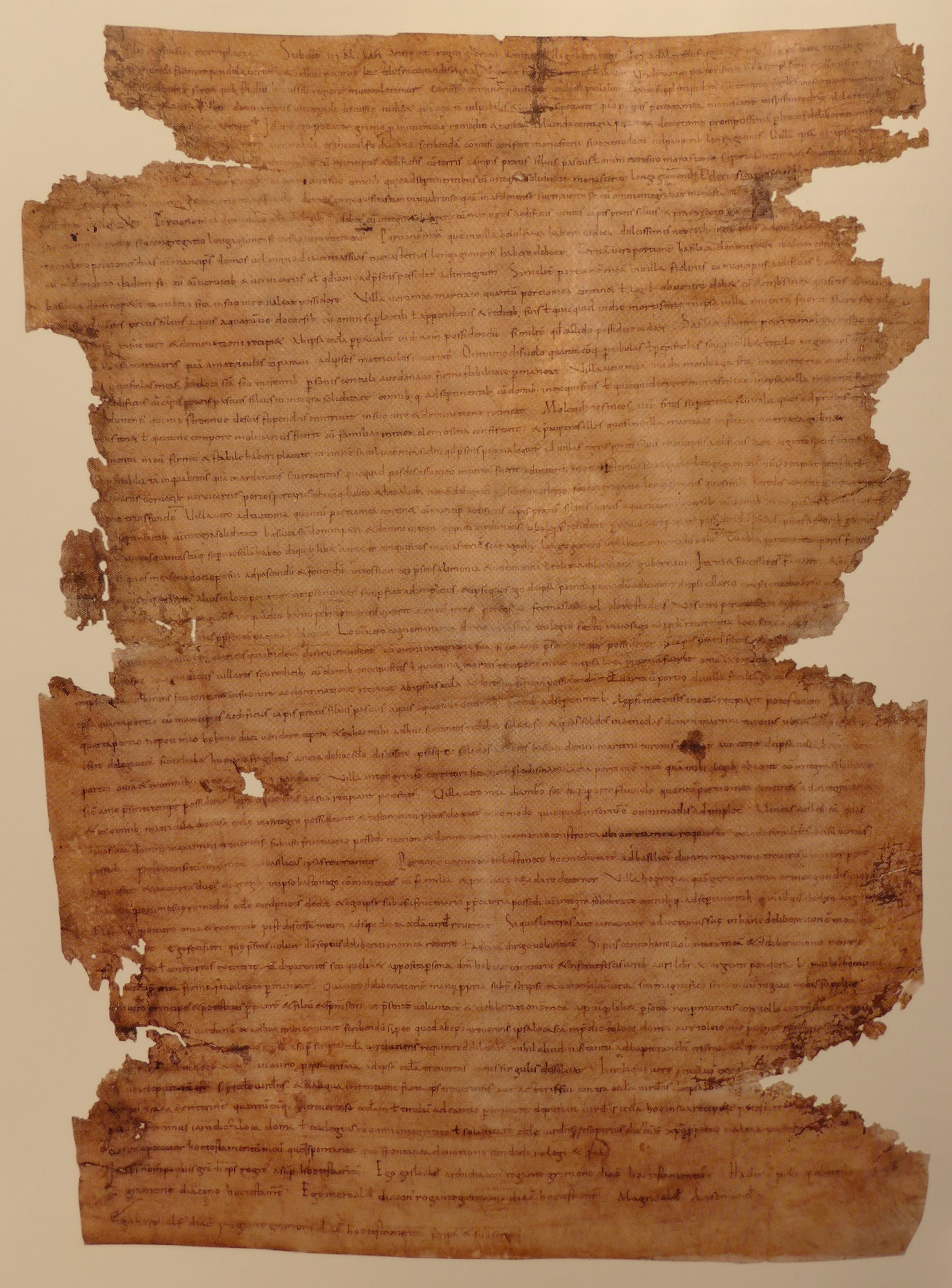
Testament des Adalgisel Grimo

Nach den Wirren der Völkerwanderung gehörte Tholey in den folgenden Jahrhunderten zum Frankenreich. Im Jahre 634 findet es als „Toleio“ Erwähnung im „Testament des Adalgisel Grimo“. Der fränkische Adlige Grimo vererbte darin u. a. seinen Besitz in Tholey dem Bischof von Verdun. Die Erwähnung von Klerikern in Tholey im Testament wird gemeinhin mit der Erstnennung des Klosters Tholey gleichgesetzt. Mit den Reliquien mehrerer Heiliger ausgestattet, war die Tholeyer Klosterkirche über Jahrhunderte ein bedeutender regionaler Wallfahrtsort.
Das ebenfalls im Testament genannte „Castrum Theulegium“ ist vermutlich mit der Befestigung auf dem Schaumberg zu identifizieren. Diese sich zur mittelalterlichen Burg entwickelnde Anlage war Sitz der Vögte des Klosters Tholey und Zentrum eines ausgedehnten Grundbesitzes, der ca. 1/6 der Fläche des heutigen Saarlands umfasste.
Durch die Aufteilung des Frankenreiches unter den drei überlebenden Enkeln Karls des Großen im Vertrag von Verdun kam das Gebiet ab 843 zu dem als Lotharingien genannten Mittelreich, und ab 870 zum Ostfränkischen Reich, dem Vorläufer des Heiligen Römischen Reiches Deutscher Nation (Vertrag von Meerssen).
Im 12. Jh. hatten sich die Grafen von Blieskastel als Vögte der Abtei etabliert und nannten die Schaumburg ab 1180 eine ihrer drei Burgen. Das 13. Jh. war von schweren Fehden um das Erbe der Blieskasteler Grafen gekennzeichnet. Die Herzöge von Oberlothringen wurden 1291 neue Landesherren und sollten es bis 1738 bleiben. Aus der mittelalterlichen Epoche stammen vermutlich die drei Wälle, die das Burgplateau auf der West- und Nordseite umgeben.

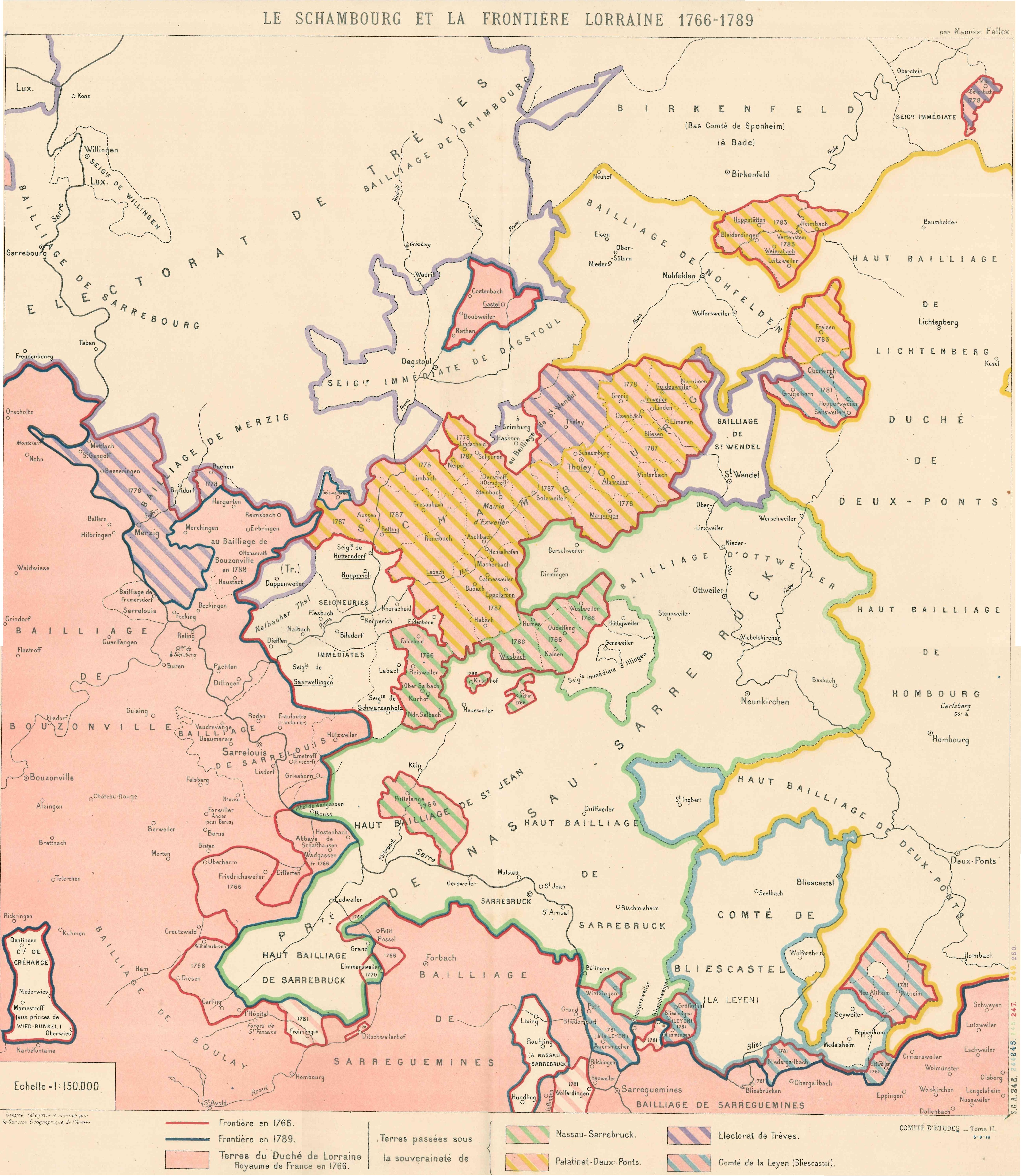
Karte der "Bailliage de Schambourg" und Grenzverschiebung 1766–1789

Das Herzogtum Oberlothringen gliederte sich in mehrere Verwaltungsbezirke – französisch „baillages“ genannt –, wobei sich ganz im Osten der vorwiegend deutschsprachigen „bailliage d’Allemagne“ die „bailliage de Schambourg“ mit Verwaltungssitz auf der Schaumburg erstreckte. Diese „bailliage“ umfasste neben dem Kerngebiet um Tholey eine Vielzahl von Dörfern im Landkreis St. Wendel und Lebach, aber auch Exklaven, z. B. in der Gegend von Hoppstädten-Weiersbach. Häufige Verpfändungen und Vergaben einzelner Gebiete als Lehen führten immer wieder zu Unklarheiten in der Souveränitätszugehörigkeit bzw. dem Grenzverlauf und zu langwierigen Streitigkeiten der lokalen Lehnsherrn.

### Frühe Neuzeit
Im Grenzgebiet von Frankreich und dem Heiligen Römischen Reich, und an wichtigen Heerstraßen liegend, gerieten die Abtei, der Ort Tholey und die Schaumburg immer wieder in militärische Konflikte mit Zerstörungen und Plünderungen hinein, z. B. 1522 durch Franz von Sickingen.
Der Dreißigjährige Krieg, in den die Region ab 1635 unmittelbar hineingezogen wurde, verwüstete auch die Umgebung um Tholey schwer; die Schaumburg ging in Flammen auf. Die Bevölkerung wurde derart dezimiert, dass 1667 außer der Abtei nur noch 6 Haushalte gezählt wurden.
Der Westfälische Frieden 1648 brachte keine endgültige Beruhigung für die Region, da Lothringen als Verbündeter Spaniens von diesem Friedensschluss ausgenommen war. Erst das sich abzeichnende Ende des Spanischen Erbfolgekrieges 1714 ermöglichte im ersten Drittel des 18. Jahrhunderts eine dauerhafte Erholung der Region und ein wirtschaftliches Aufblühen. Motor dieser Entwicklung war die Abtei Tholey, die ihre Gebäude und die Kirche umfassend erneuerte und barockes Inventar anschaffte, wie z. B. das heute noch erhaltene Orgelprospekt.
Die schwer zerstörte Schaumburg wurde im 18. Jahrhundert aufgegeben und der Verwaltungssitz mit Amtmann, Gericht, Notar und Gefängnis in die Ortslage von Tholey verlegt.
1738 verzichtete Franz Stephan von Lothringen im Frieden von Wien im Tausch gegen die Toskana auf Lothringen. Das Herzogtum Lothringen fiel an Stanislaus I. Leszczyński, vertriebener König von Polen und Schwiegervater des franz. Königs Ludwig XV. Nach dem Tode Stanislaus’ 1766 ging das Herzogtum samt dem Amt Schaumburg an Frankreich über. Im Zuge eines Grenzregulierungsvertrages kam das Amt Schaumburg 1786 an das Herzogtum Pfalz-Zweibrücken und damit wieder zurück zum Heiligen Römischen Reich (s. Karte).

### Die Neuzeit

#### Von der französischen Revolution bis 1935
1793/1794 zogen französische Revolutionstruppen im Saarland ein. Es kam zu Plünderungen, zur Auflösung der Abtei und zur Vernichtung der Kirchenarchive. In der Ersten Französischen Republik war Tholey Verwaltungssitz des Kantons Tholey und gehörte von 1793 bis 1798 zum Département de la Moselle, von 1798 bis 1815 zum Département de la Sarre. Nach der Abdankung Napoleons und dem Zweiten Pariser Frieden 1815 fiel Tholey mit weiteren linksrheinischen Gebieten an Preußen. Tholey, das damals als Stadt bezeichnet wurde, blieb eine Bürgermeisterei einschließlich Friedens- bzw. Amtsgericht.
1915 wurde Tholey mit der Bahnstrecke St.Wendel - Tholey an das Eisenbahnnetz angeschlossen. Dies bedeutete eine große Erleichterung für die Bergmänner und Hüttenarbeiter der Umgebung, die nun täglich zur Arbeit pendeln konnten.
Nach dem Ersten Weltkrieg gehörte Tholey von 1920 bis 1935 zum Saargebiet unter dem Mandat des Völkerbundes. Bei der Abstimmung über den weiteren Status des Saargebiets 1935 stimmten die Wähler des Amtes Tholey bei einer Wahlbeteiligung von 99,4 % mit 96,3 % für eine Vereinigung mit Deutschland (Ergebnis im gesamten Saargebiet: 90,7 %).

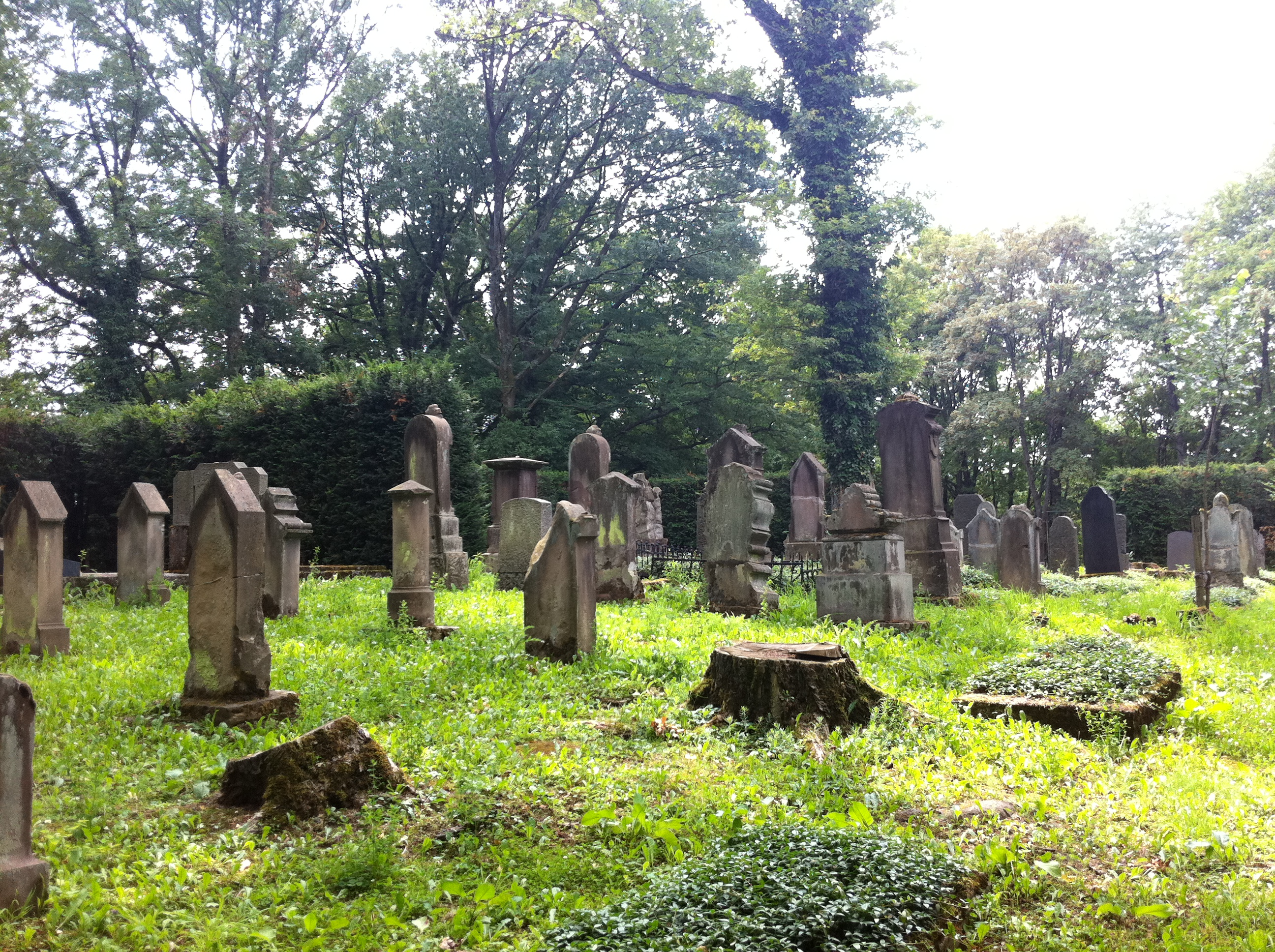
Jüdischer Friedhof in Tholey

#### Geschichte der jüdischen Gemeinde in Tholey
Von einer ersten jüdischen Familie in Tholey wird 1729 berichtet. 1790 wurden 41 jüdische Einwohner gezählt (etwa 7 % von insgesamt etwa 600 Einwohnern). In der ersten Hälfte des 19. Jahrhunderts nahm die Zahl der Juden am Ort weiter zu: 1843 waren von den 952 Einwohnern Tholeys 88 jüdischen Glaubens (15 Familien). Zwanzig Jahre später umfasste die jüdische Gemeinde in Tholey bis zu 30 Familien. Ein altes Tholeyer Wohnviertel am Südhang des Schaumbergs trägt bis heute den Namen Matzenecken (nach den Matzen, den ungesäuerten Brotfladen der jüdischen Küche). Die jüdische Gemeinde in Tholey hatte einen eigenen Friedhof, seit 1863 eine Synagoge, und seit 1876 eine jüdische Konfessionsschule.
Noch in der 2. Hälfte des 19. Jahrhunderts ging die Zahl der jüdischen Gemeindeglieder durch Aus- und Abwanderung zurück (1895 noch 91 jüdische Einwohner). Nach der Angliederung des Saargebietes an das Deutsche Reich 1935 wurden noch 41 jüdische Einwohner in Tholey gezählt, doch wanderten wenig später die meisten von ihnen aus. Auf Grund der Abwanderung eines großen Teiles der Gemeindeglieder wurde die Synagoge 1937 geschlossen und verkauft. Die verbliebenen jüdischen Einwohner Tholeys wurden im Rahmen des Holocaust deportiert und fast alle ermordet. Insgesamt 31 in Tholey geborene und/oder längere Zeit am Ort wohnhafte jüdische Personen sind in der NS-Zeit umgekommen.

#### Vom Zweiten Weltkrieg bis heute

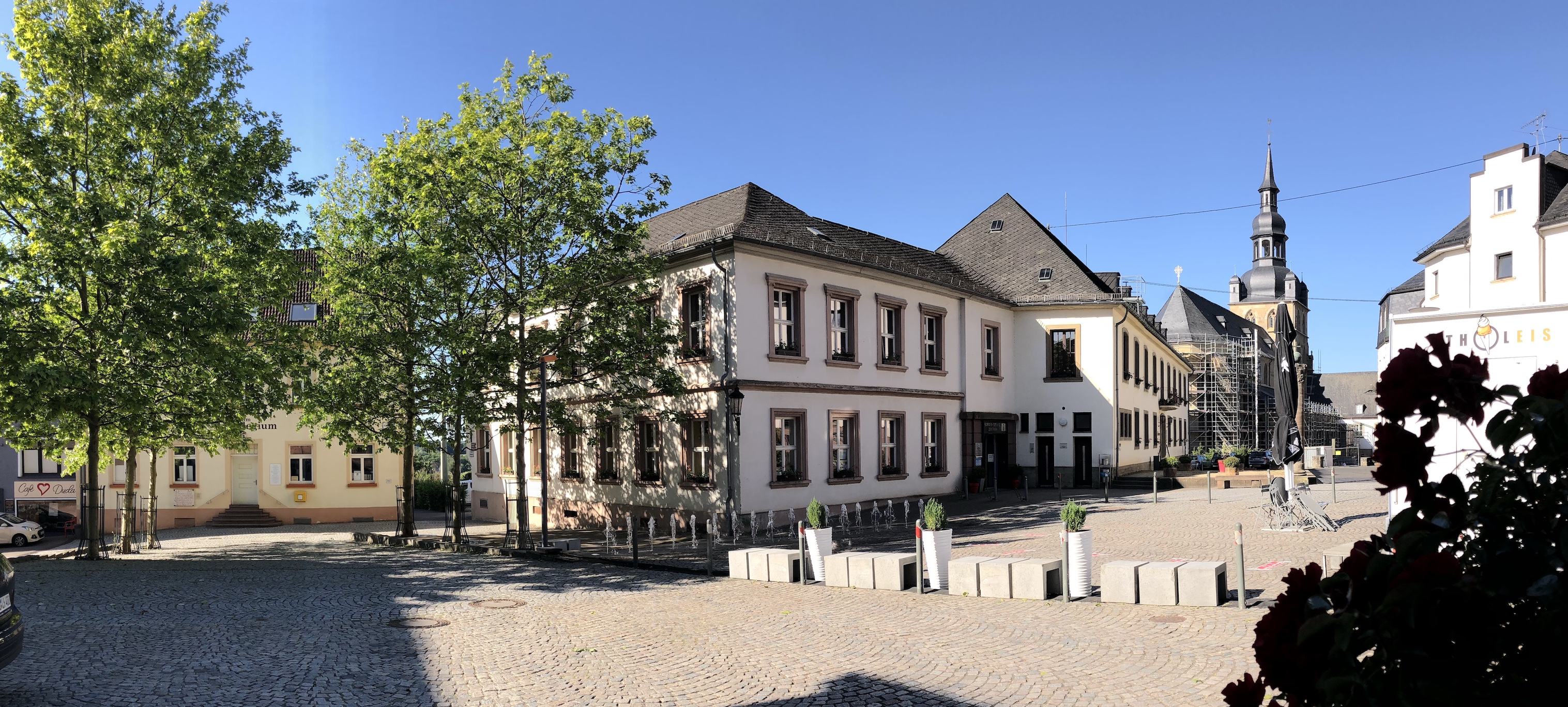
Tholeyer Marktplatz im Mai 2020

Im Zweiten Weltkrieg wurde das Rathaus und einige Privathäuser von Bomben zerstört. Großflächige Zerstörungen waren aber nicht zu beklagen.
Nach dem Zweiten Weltkrieg war Tholey erst Teil der französischen Besatzungszone und von 1947 bis 1956 Teil des von Frankreich abhängigen, halbautonomen Saarlandes, das in dieser Form zu einem Zentrum der Europäischen Union werden sollte. Bei der Volksabstimmung im Jahr 1955 über die Beibehaltung des Status stimmten - bei einer Wahlbeteiligung von 98,5 % – 79 % der Wahlberechtigten in Tholey gegen die Beibehaltung des Saarstatus und damit für einen Anschluss des Saarlands an die Bundesrepublik Deutschland (Ergebnis im gesamten Saargebiet: 68 %). Der politische Anschluss erfolge dann zum 1. Januar 1957. Der wirtschaftliche Anschluss durch Übernahme der D-Mark (im Volksmund „Tag X“) erfolgte am 6. Juli 1959.
Im Rahmen der saarländischen Gebiets- und Verwaltungsreform 1974 wurden die bis dahin eigenständigen neun Gemeinden Bergweiler, Hasborn-Dautweiler, Lindscheid, Neipel, Scheuern, Sotzweiler, Theley, Tholey und Überroth-Niederhofen zur jetzigen Gemeinde Tholey zusammengeschlossen.

## Politik

### Ortsrat und Ortsvorsteher
Bei der letzten Wahl 2019 errang die CDU 7 Sitze im Ortsrat, die SPD 4 Sitze. Ortsvorsteherin ist Marianne Weicherding (CDU).

### Wappen
Das Wappen des Ortes Tholey zeigt links oben das rote, kurtrierische Kreuz als Zeichen der kirchlichen Zugehörigkeit von Tholey zu Trier. Der Krummstab im rechten oberen Feld soll auf die Jahrhunderte-alte Geschichte der Tholeyer Abtei hinweisen. Das untere Feld zeigt in Blau eine goldene, zweitürmige, schwarzgefugte Burg auf goldenem Berg; ein Verweis auf den Schaumberg und die Festungen, die dort jahrhundertelang standen.

### Deutsch-französische Freundschaft
Im Rahmen der deutsch-französischen Freundschaft ging Tholey 1972 eine Ortspartnerschaft mit Zetting im Département Moselle ein. Die Partnerschaft hat einen historischen Hintergrund: Die Kirchengemeinde Zetting gehörte ehemals zur Tholeyer Abtei.
Seit 1984 besteht zudem ein Austausch mit der Gemeinde Saint-Benoît-sur-Loire im französischen Département Loiret. Die bereits bestehenden Verbindungen zwischen den Benediktiner-Abteien in Saint-Benoît-sur-Loire und in Tholey bildeten auch bei dieser Partnerschaft den Ausgangspunkt.

## Kultur und Sehenswürdigkeiten

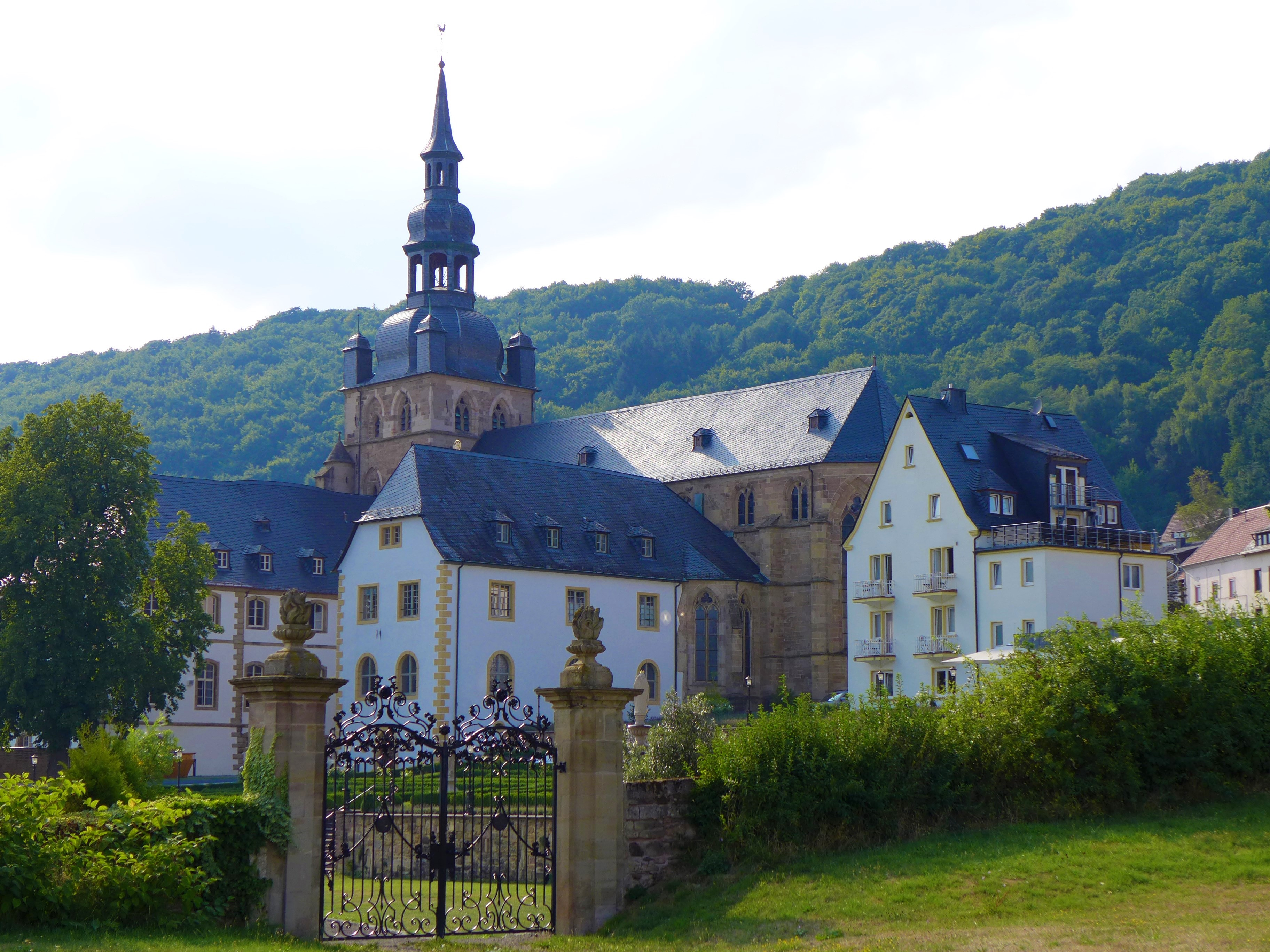
Benediktinerabtei St. Mauritius

### Benediktinerabtei St. Mauritius
Die Abtei St. Mauritius ist ein Benediktinerkloster und gilt als ältestes Kloster auf deutschem Boden  Die heutige frühgotische Abteikirche aus dem 13. Jahrhundert zählt zu den ältesten gotischen Kirchen Deutschlands.
Die Abteikirche wurde seit 2018 umfangreich saniert und im September 2020 wiedereröffnet. Bei der Renovierung wurden u. a. neue Fenster eingesetzt. Die meisten Fenster wurden von der deutsch-afghanischen Künstlerin Mahbuba Maqsoodi gestaltet. Der Entwurf für die drei großen Chorfenster wurden von dem berühmten deutschen Künstler Gerhard Richter zur Verfügung gestellt.
Auch die große Oberlinger Orgel von 1960 wurde im Rahmen der Renovierung durch einen Neubau der Firma Hugo Mayer Orgelbau mit 36 Registern ersetzt.

### Schaumberg und Schaumbergturm
Der 568 m hohe Schaumberg wird oft als "Hausberg des Saarlandes" bezeichnet. Er erlaubt einen weiten Blick ins Umland. Über den Berg führen eine Vielzahl von Spazierwegen und Mountainbike-Strecken. Besonders beliebt ist der "Herzweg", ein knapp 2,8 km langer, barrierefreier Rundweg mit vielen Panoramablicken und der Open-Air-Ausstellung „Gipfelkunst“.
Der Schaumbergturm ist ein 37,5 m hoher Aussichtsturm auf dem Schaumberg. Von seiner Dachplattform aus reicht die Aussicht im Norden bis zum Hunsrück, im Westen bis in den Saargau und darüber hinaus bis zum französischen Kernkraftwerk Cattenom und im Süden bis nach Saarbrücken. Bei sehr klarem Wetter ist ein Blick bis zu den Vogesen möglich.
Der Turm soll als deutsch-französische Begegnungsstätte dienen. Deshalb befindet sich im Erdgeschoss des Turms eine Gedenkstätte für die in den Weltkriegen gefallenen Soldaten Deutschlands und Frankreichs. Zudem enthält der Turm Ausstellungen zum Thema „deutsch-französische Beziehungen“ und zum Thema „Klimaschutz“.
Weitere beliebte Ausflugsziele am Schaumberg sind die Afrikakapelle, die Blasiuskapelle und das Erlebnisbad Schaumberg. Gegenüber dem Erlebnisbad befindet sich eine Jugendherberge.

### Museum Theulegium
Das Theulegium ist das kulturhistorische Museum des Schaumberger Landes. Es befindet sich am Rathausplatz im historischen Gebäude des ehemaligen Königlichen Amtsgerichtes. Es beschäftigt sich mit den Themen „Geologie“, „Vor- und Frühgeschichte“, „Die Abtei St. Mauritius“, „Das Amt Schaumburg“ und „Neuere Geschichte“.

### Vicus Wareswald
Das Grabungsgelände des Marktflecken (vicus) im Wareswald Richtung Oberthal liegt an dem Kreuzungspunkt der zu römischer Zeit überregional bedeutsamen Straßen zwischen Metz und Mainz einerseits und Straßburg und Trier. Hier wurden Wohngebäude, Tempel und die Reste eines 10–12 m hohen Pfeilergrabmals ausgegraben.

## Infrastruktur, Wirtschaft und Bildung

### Verkehrsanbindung
In der ländlichen Region mit hügeligem Landschaftsprofil ist der Verkehr größtenteils auf das Automobil ausgerichtet. Die Bundesstraße 269 bildet die Hauptstraße von Tholey. Sie verbindet Tholey in östlicher Richtung mit der der 12 km entfernten Kreisstadt St. Wendel. In südwestliche Richtung führt sie zur 5 km entfernten Bundesautobahn A1/E422 (Abfahrt Tholey) und weiter zur 13 km entfernten Stadt Lebach. In Tholey zweigen von der B269 die L135 nach Theley und die Landstraße nach Dirmingen ab.
Der gut ausgebaute Wendelinus-Radweg entlang der 1996 stillgelegten Bahnstrecke verbindet Tholey mit der Kreisstadt St. Wendel.
Mit öffentlichem Verkehrsmitteln ist Tholey mit Bussen aus den beiden benachbarten Städten und den dortigen Bahnhöfen zu erreichen. Am Bahnhof St. Wendel besteht Anschluss an die Bahnstrecke Saarbrücken - Bingen (Nahetalbahn), in Lebach an die RB72 / S1 Richtung Saarbrücken.
Der nächstgelegene Flughafen Saarbrücken ist mit dem Auto 45 km entfernt.

### Wirtschaft
Bis ins 19. Jahrhundert war Tholey ein durch Landwirtschaft geprägtes Dorf. Die Landwirtschaft verlor jedoch insbesondere nach dem Zweiten Weltkrieg rapide an Bedeutung. Zum jetzigen Zeitpunkt (2020) gibt es in Tholey keinen Vollerwerbslandwirt mehr.
Aktuell bietet Tholey Arbeitsplätze in einer großen Anzahl von kleinen und mittelständischen Unternehmen.
Die meisten Arbeitnehmer in Tholey sind jedoch Pendler. Die größten Arbeitgeber in der näheren Umgebung sind Globus Handelshof, Fresenius Medical Care (beide in St. Wendel) und Nestlé Wagner (Nonnweiler).
Ein regional bekanntes Tholeyer Unternehmen ist die Brennerei Eckerts Wacholder, die seit über 125 Jahren Spirituosen wie Eckerts Wacholder, Boonekamp und Gin herstellt.
Aufgrund der guten Verkehrslage an der viel befahrenen B269 haben sich in Tholey mehrere Einkaufsmärkte auf engem Raum angesiedelt. Aktuell (Mai 2020) gibt es Filialen von Aldi Süd, dm-drogerie markt, Edeka, Kik und Lidl. Dazu kommen im Ort eine Reihe kleinerer Geschäfte sowie 2 Bankfilialen.

### Bildung
Tholey verfügt über eine Kindertagesstätte mit 63 Plätzen. Träger ist die Katholische KiTa gGmbH Saarland.
Die Tholeyer Grundschule wurde 2018 geschlossen. Seither besuchen die Tholeyer Kinder die Grundschule im benachbarten Theley. Dort befindet sich auch die Gemeinschaftsschule Schaumberg Theley. Diese bietet weiterführenden Unterricht bis zur 10. Klasse an.
Die nächstgelegenen Gymnasien und berufsbildende Schulen befinden sich in den benachbarten Städten St. Wendel und in Lebach.

## Persönlichkeiten

### In Tholey geboren
- Peter Mönch (1811–1884), Klavierbauer[30]
- Albrecht Meydenbauer (1834–1921), Geheimer Baurat und Bauingenieur, Mitbegründer der Photogrammetrie
- Elise Haas (1878–1960), Lyrikerin
- Theodor Schu (1892–1965), römisch-katholischer Bischof in China
- Paul Schütz (1910–1990), saarländischer Politiker

### Mit Tholey verbunden
- Pierre de Salabert (1734–1807), 1770–1793 Abt von Tholey, Staatsminister im Herzogtum Pfalz-Zweibrücken und im Kurfürstentum Bayern, Erbauer des Münchener Prinz-Carl-Palais
- Petrus Borne (1910–1976), erster Abt der wiedererrichteten Abtei St. Mauritius
- Makarios Hebler (1950–2017), Abt der Benediktinerabtei Tholey
- Martina Merks-Krahforst (1960–2017), Lyrikerin, Verlegerin
- Nadine Schön (* 1983), Politikerin (CDU), von 2014 bis 2021 stellvertretende Vorsitzende der CDU/CSU-Bundestagsfraktion, wohnhaft in Tholey